# Котелюх, Олег Дмитриевич
Оле́г Дми́триевич Котелю́х (укр. Олег Дмитрович Котелюх; род. 19 июня 1979, Ровно) — украинский футболист, защитник.

## Игровая карьера
В профессиональном футболе дебютировал в 1996 году в составе ровенского «Вереса». В 1999 году перешёл в Бориспольский «Борисфен», с которым прошёл путь из второй лиги в высшую. В высшем дивизионе дебютировал 12 июля 2002 года в игре против «Днепра». Всего в бориспольской команде провёл шесть с половиной сезонов, был его капитаном.
После того, как у «Борисфена» появились проблемы с финансированием. и клуб покинул высшую лигу, Котелюх перебрался в криворожский «Кривбасс». В 2008 году защитник потерял место в основном составе криворожской команды, и подписал контракт со второлиговой «Звездой». В кировоградской команде становился победителем первенства второй лиги. В 2010 году некоторое время играл в ахтырском «Нефтянике-Укрнефть», и уже в декабре того же года пополнил состав ПФК «Сумы». С этой командой также прошёл путь из второй лиги в первую, где в составе 5-и команд в общей сложности провёл более 200 матчей. Выводил сумчан на поле с капитанской повязкой. 27 ноября 2015 года было объявлено о прекращении сотрудничества между игроком и клубом «Сумы».